# Gliese 1061
Désignations
Gliese 1061 (GJ 1061) est une petite naine rouge de type spectral M5,5 V située à ∼ 12 a.l. (∼ 3,68 pc) de la Terre. Bien qu'elle soit relativement proche, sa luminosité est trop faible pour qu'elle puisse être vue à l'œil nu. Elle a une masse estimée à 11,3 % de celle du soleil et n'a que 0,1 % de sa luminosité.